# سرو ده لاس میتراس
سرو ده لاس میتراس (به اسپانیایی: Cerro de las Mitras) یک کوه در مکزیک است که در نوئوو لئون واقع شده‌است.